# Noord-China
Noord-China of Huabei is een gebied in China, dat bestaat uit de twee provincies Hebei en Shanxi, de twee stadsprovincies Peking en Tianjin en de autonome regio Binnen-Mongolië.

## Bestuurlijke indeling van Noord-China
Provincie(s)
| Naam   | Traditioneel Chinees | Vereenvoudigd Chinees | Pinyin | Afkorting Provincie | Provinciehoofdstad (省會/shěnghuì) | Traditioneel Chinees | Vereenvoudigd Chinees | Pinyin       |
| ------ | -------------------- | --------------------- | ------ | ------------------- | ---------------------------------- | -------------------- | --------------------- | ------------ |
| Hebei  | 河北                 | 河北                  | Héběi  | 冀 jì               | Shijiazhuang                       | 石家莊               | 石家庄                | Shíjiāzhuāng |
| Shanxi | 山西                 | 山西                  | Shānxī | 晋 jìn              | Taiyuan                            | 太原                 | 太原                  | Tàiyuán      |

Stadsprovincie(s)
| Naam    | Traditioneel Chinees | Vereenvoudigd Chinees | Pinyin  | Afkorting Stadsprovincie |
| ------- | -------------------- | --------------------- | ------- | ------------------------ |
| Peking  | 北京                 | 北京                  | Běijīng | 沪 hù                    |
| Tianjin | 天津                 | 天津                  | Tiānjīn | 津 jīn                   |

Autonome regio('s) (deels)
| Naam            | Traditioneel Chinees | Vereenvoudigd Chinees | Pinyin    | Lokale Naam | Afkorting Provincie | Provinciehoofdstad (省會/shěnghuì) | Traditioneel Chinees | Vereenvoudigd Chinees | Pinyin    | Lokale Naam |
| --------------- | -------------------- | --------------------- | --------- | ----------- | ------------------- | ---------------------------------- | -------------------- | --------------------- | --------- | ----------- |
| Binnen-Mongolië | 内蒙古               | 内蒙古                | Nèiměnggǔ |             | 蒙 měng             | Hohhot                             | 呼和浩特             | 呼和浩特              | Hūhéhàotè |             |

Noordoost-China (Dongbei) · Noord-China (Huabei) · Oost-China (Huadong) · Zuid-Centraal-China (Zhongnan) · Noordwest-China (Xibei) · Zuidwest-China (Xinan)